# Cantón de Nomeny
El cantón de Nomeny era una división administrativa francesa, que estaba situada en el departamento de Meurthe y Mosela y la región de Lorena.

## Composición
El cantón estaba formado por veinticinco comunas:
- Abaucourt
- Armaucourt
- Arraye-et-Han
- Belleau
- Bey-sur-Seille
- Bratte
- Chenicourt
- Clémery
- Éply
- Faulx
- Jeandelaincourt
- Lanfroicourt
- Létricourt
- Leyr
- Mailly-sur-Seille
- Malleloy
- Moivrons
- Montenoy
- Nomeny
- Phlin
- Raucourt
- Rouves
- Sivry
- Thézey-Saint-Martin
- Villers-lès-Moivrons

## Supresión del cantón de Nomeny
En aplicación del Decreto n.º 2014-261 de 26 de febrero de 2014, el cantón de Nomeny fue suprimido el 22 de marzo de 2015 y sus 25 comunas pasaron a formar parte del nuevo cantón de Entre el Selle y el Meurthe.